# Quédillac
Quédillac település Franciaországban, Ille-et-Vilaine megyében. Lakosainak száma 1272 fő (2022. január 1.). Quédillac La Chapelle-Blanche, Le Crouais, Médréac, Montauban-de-Bretagne, Saint-Méen-le-Grand, Plumaugat és Saint-Jouan-de-l’Isle községekkel határos.

## Népesség
A település népességének változása:
| Lakosok száma | 1113 | 1015 | 1018 | 1036 | 1185 | 1185 | 1186 | 1194 | 1218 | 1272 |
|               | 1968 | 1982 | 1990 | 2006 | 2013 | 2015 | 2017 | 2019 | 2020 | 2022 |